# Dirphia centralis
Dirphia centralis är en fjärilsart som beskrevs av Johnson och Michener 1948. Dirphia centralis ingår i släktet Dirphia och familjen påfågelsspinnare. Inga underarter finns listade i Catalogue of Life.